# Le Spectre de la danse
Pour plus de détails, voir Fiche technique et Distribution.

Le Spectre de la danse est un court-métrage français écrit, produit et réalisé en 1959-1960 par Dominique Delouche, sorti en 1960.

## Synopsis
Documentaire sur la danseuse étoile Nina Vyroubova filmée sur la scène de l'Opéra de Paris lors de répétitions avec Serge Lifar et les danseurs Serge Golovine, Attilio Labris, Youli Algaroff, Annie Viclina et Michel Maskine.

## Fiche technique
- Titre : Le Spectre de la danse
- Scénariste, producteur et réalisateur : Dominique Delouche
- Assistants réalisateurs : Robert Mazoyer / Jacques Marthelot, Jean-Claude Meyer
- Société de production : Les Films du Prieuré
- Société de distribution : Doriane Films (DVD)
- Image : Jean-Jacques Rochut, Sammy Brill
- Assistants-opérateurs : André Dubreuil, Emmanuel Machuel
- Musique : Bach, Gluck, Adolphe Adam et Ferdinand Hérold, dirigée par Alain Petitgirard
- Chorégraphie : Serge Lifar
- Maître de ballet : Yves Brieux
- Collaboration artistique : Leonidas Embiricos
- Décors : Richar, et pour le ballet Giselle Carzou
- Montage : Jeanne-Marie Favier
- Costumes : André Levasseur, assisté de Barbara Karinska et Mademoiselle Glasté de Segonzac
- Maquillage : Louis Bonnemaison, Georges Gauchat
- Son : Jean Bonnafoux
- Tournage : en 1959-1960 à l'Opéra de Paris et aux Studios de Saint-Maurice
- Langue : français
- Laboratoire : CTM (Gennevilliers)
- Auditorium : Studio Marignan
- Visa d'exploitation en France N° 23147 délivré le 7 novembre 1960
- Pays :  France
- Genre : Drame
- Format : Noir et blanc - Négatif et Positif : 35 mm - Son : Mono - Format : 1 x 1,66 (Dyaliscope)
- Durée : 21 minutes
- Dates de sortie : 1960 / reprise en 1963 dans le programme Intégrale Dominique Delouche /reprise le 25 janvier 1984 en tant que premier film du programme Le Spectre de la danse / présenté à Cannes dans la section Perspectives du Cinéma français en mai 1986

## Distribution
- Nina Vyroubova : la danseuse étoile
- Attilio Labis : le danseur partenaire
- Serge Lifar : le chorégraphe
- Yves Brieux : le maître de ballet
- Youly Algaroff : un danseur
- Serge Golovine : un danseur
- Anne Xicluna et Michel Maskine : les élèves danseurs